# Francesco Manuel Bongiorno
Francesco Manuel Bongiorno (Reggio Calabria, 1 september 1990) is een Italiaans voormalig professioneel wielrenner. 

## Resultaten in voornaamste wedstrijden
| Jaar | Ronde van Italië | Ronde van Frankrijk | Ronde van Spanje |
| ---- | ---------------- | ------------------- | ---------------- |
| 2013 | 71e              |                     |                  |
| 2014 | 59e              |                     |                  |
| 2015 | 60e              |                     |                  |
| 2016 | 109e             |                     |                  |
| 2017 |                  |                     |                  |
| 2018 |                  |                     |                  |
| 2019 |                  |                     |                  |

| Jaar | Milaan-San Remo | Amstel Gold Race | Ronde van Lombardije |
| ---- | --------------- | ---------------- | -------------------- |
| 2013 | opgave          |                  |                      |
| 2014 |                 | 113e             | opgave               |
| 2015 |                 |                  | opgave               |
| 2016 |                 |                  | opgave               |
| 2017 |                 |                  |                      |
| 2018 |                 |                  |                      |
| 2019 |                 |                  | 80e                  |

## Ploegen
- 2013 –  Bardiani Valvole-CSF Inox
- 2014 –  Bardiani CSF
- 2015 –  Bardiani CSF
- 2016 –  Bardiani CSF
- 2017 –  Sangemini-MG.Kvis
- 2019 –  Neri Sottoli-Selle Italia-KTM
- 2020 –  Vini Zabù-KTM
- 2021 –  Global 6 Cycling

Andreetta · Barbin · Battaglin · Boem · Bongiorno · Chirico · Colbrelli · Manfredi · Piechele · Pirazzi · Ruffoni · Simion · L.Sterbini · S.Sterbini · Tonelli · Zardini
Andreetta · Barbin · Boem · Bongiorno · Chirico · Ciccone · Colbrelli · Maestri · Pirazzi · Rota · Ruffoni · Simion · L.Sterbini · S.Sterbini · Tonelli · Velasco · Zardini
Aalrust · Becking · Berlin · Bongiorno · Hansen · Jones · Koerjanov · Mitri · O'Donnell · Paluta · Pettersen · Pithie · Sessler · Steinacher